# Under Western Stars
Under Western Stars es una película dirigida por Joseph Kane y producida por Sol C. Siegel en 1938, y protagonizada por Roy Rogers, Smiley Burnette y Carol Hughes.
La película fue nominada al premio Óscar a la mejor canción original por Dust —compuesta y escrita por Johnny Marvin—junto a otras nueve canciones que fueron nominadas dicho año 1938, premio que finalmente ganó la canción Thanks for the memory para la película The Big Broadcast of 1938.